# J-U-N-K
J-U-N-K er en amerikansk stumfilm fra 1920 af Charlie Chase.

## Medvirkende
- Madge Kirby
- Jim Welch
- John J. Richardson
- Vernon Dent
- Hank Mann